# Resolutie 860 Veiligheidsraad Verenigde Naties
Resolutie 860 van de Veiligheidsraad van de Verenigde Naties werd unaniem aangenomen op 27 augustus 1993.

## Achtergrond
In 1979 werd, na de val van het Rode Khmer-regime en met steun van Vietnam en de Sovjet-Unie, de Volksrepubliek Kampuchea opgericht. Het land werd gedurende het volgende decennium door Vietnam gecontroleerd
via een marionettenregering. Die werd gedurende dat decennium bevochten door een regering in ballingschap die bestond uit de koningsgezinde Funcinpec, de Rode Khmer en het in 1982 gevormde Nationaal Volksbevrijdingsfront.
In augustus 1989 kwamen de vier partijen en vertegenwoordigers van achttien landen bijeen in de door de Verenigde Naties gesponsorde Conferentie van Parijs. Toen een finaal akkoord eindelijk in zicht was, werd
de VN-Vooruitgangsmissie in Cambodja (UNAMIC) opgericht om toe te zien op de naleving van het staakt-het-vuren. De missie bereidde ook de komst van de VN-Overgangsautoriteit (UNTAC) voor, die de in Parijs gesloten akkoorden
in de praktijk moest brengen.

## Inhoud
De Veiligheidsraad:
- bevestigt de resoluties 668, 745 en 840;
- neemt nota van het rapport van de secretaris-generaal;
- huldigt de rol van prins Norodom Sihanouk in het streven naar vrede, stabiliteit en verzoening
- herinnert eraan dat de overgangsperiode ten einde komt als de grondwetgevende vergadering is verkozen, een grondwet heeft aangenomen en is overgegaan in een wetgevende vergadering;
- neemt nota van de wens van het Cambodjaanse interim-bestuur om het mandaat van de VN-Overgangsautoriteit UNTAC te behouden totdat er een regering is;

1. verwelkomt de rapporten van de secretaris-generaal en stemt in met het terugtrekkingsplan van de UNTAC;
2. steunt het werk van de grondwetgevende vergadering en benadrukt het belang ervan;
3. bevestigt dat UNTAC zal worden beëindigd bij de creatie van een nieuwe regering in september;
4. beslist dat de terugtrekkingsperiode zal eindigen op 15 november teneinde een veilige en ordelijke terugtrekking van het militaire component te garanderen;
5. besluit om actief op de hoogte te blijven.

## Verwante resoluties
- Resolutie 835 Veiligheidsraad Verenigde Naties
- Resolutie 840 Veiligheidsraad Verenigde Naties
- Resolutie 880 Veiligheidsraad Verenigde Naties

Lijst ·  800 ·  801 ·  802 ·  803 ·  804 ·  805 ·  806 ·  807 ·  808 ·  809 ·  810 ·  811 ·  812 ·  813 ·  814 ·  815 ·  816 ·  817 ·  818 ·  819 ·  820 ·  821 ·  822 ·  823 ·  824 ·  825 ·  826 ·  827 ·  828 ·  829 ·  830 ·  831 ·  832 ·  833 ·  834 ·  835 ·  836 ·  837 ·  838 ·  839 ·  840 ·  841 ·  842 ·  843 ·  844 ·  845 ·  846 ·  847 ·  848 ·  849 ·  850 ·  851 ·  852 ·  853 ·  854 ·  855 ·  856 ·  857 ·  858 ·  859 ·  860 ·  861 ·  862 ·  863 ·  864 ·  865 ·  866 ·  867 ·  868 ·  869 ·  870 ·  871 ·  872 ·  873 ·  874 ·  875 ·  876 ·  877 ·  878 ·  879 ·  880 ·  881 ·  882 ·  883 ·  884 ·  885 ·  886 ·  887 ·  888 ·  889 ·  890 ·  891 ·  892